# Jack Oosterlaak
Justus Kinloch Ayres „Jack” Oosterlaak  (ur. 15 stycznia 1896 w Wellington w prowincji Przylądkowej Zachodniej, zm. 5 czerwca 1968 w Pretorii) – południowoafrykański lekkoatleta specjalizujący się w biegach sprinterskich, srebrny medalista letnich igrzysk olimpijskich w Antwerpii (1920) w sztafecie 4 × 400 metrów.

## Sukcesy sportowe
| Rok  | Miasto    | Zawody                      | Konkurencja                      | Wynik                    |
| ---- | --------- | --------------------------- | -------------------------------- | ------------------------ |
| 1920 | Antwerpia | letnie igrzyska olimpijskie | sztafeta 4 × 400 m bieg na 200 m | srebrny medal 6. miejsce |

## Rekordy życiowe
- bieg na 100 m – 11,0 – 1920
- bieg na 200 m – 21,7 – 1922
- bieg na 400 m – 48,9 – 1921